# Pentatermus austini
Pentatermus austini är en stekelart som beskrevs av Sergey A. Belokobylskij 2002. Pentatermus austini ingår i släktet Pentatermus och familjen bracksteklar. Inga underarter finns listade i Catalogue of Life.